# Genola (Minnesota)
Pour les articles homonymes, voir Genola (homonymie).
Genola est une municipalité américaine située dans le comté de Morrison au Minnesota.
Lors du recensement de 2010, sa population est de 75 habitants. La municipalité s'étend sur 0,34 milles carrés (0,88 km2).
La localité est fondée en 1908 comme une gare du Soo Line Railroad. D'abord appelée New Pierz, elle est renommée Genola en 1915 lorsqu'elle devient une municipalité. Son nom provient officiellement de la ville italienne de Genola, mais selon certains habitants il s'agit du prénom de la fille d'un ouvrier du chemin de fer.